# Torrance Challenger
Il Torrance Challenger è stato un torneo professionistico di tennis giocato su campi in cemento. Faceva parte dell'ATP Challenger Series. Si è giocata una sola edizione, a Torrance negli Stati Uniti.

## Albo d'oro

### Singolare
| Anno | Campione         | Finalista      | Punteggio |
| ---- | ---------------- | -------------- | --------- |
| 2003 | Janko Tipsarević | Zack Fleishman | 6–4, 6–4  |

### Doppio
| Anno | Campioni               | Finalisti                   | Punteggio |
| ---- | ---------------------- | --------------------------- | --------- |
| 2003 | Ramón Delgado André Sá | Diego Ayala Robert Kendrick | 6–3, 6–4  |